# Jun Tanaka
Pour les articles homonymes, voir Tanaka.
Jun Tanaka (田中純, Tanaka Jun, 1890 - 1966) est un poète japonais de l'ère Showa. 
Né à Hiroshima, Tanaka est diplômé de l'Université Waseda. Avec Ton Satomi, Isamu Yoshii et Masao Kume, il participe à la création de la revue littéraire Ningen (« Humain »).